# ホンダ・ノーティダックス
ノーティダックス（NAUTY DAX）は、かつて本田技研工業が製造販売していた原動機付自転車である。

## 概要
ダックスのもつ気軽さを生かし、さらに不整地でのすぐれた走破性と安定した操縦性を実現した新しいレジャーバイクとして開発された。1973年7月16日発表、同月17日に発売。

## 車両解説
型式名CY50。サービスマニュアル上での形式名もCY50。パーツマニュアル上での形式名はCY50K2。同じ形式名を有するR&Pとは姉妹車の関係に当たる。また、ダックスからの派生モデルでもある。
フレームは鋼管ダイヤモンド型。エンジンは空冷4ストローク2バルブSOHC単気筒エンジン。タイヤは前後ともブリヂストン・レクタングルREのリム径10インチ・幅4.5インチ。アップマフラーを備える。
- エンジンは内径x行程42.0×35.6（mm）でシリンダーを垂直から前傾12°とした通称「縦系[注 1]」と呼称されるものである。

組み合わされるマニュアルトランスミッションは4速。
サスペンションは前輪がテレスコピック、後輪はスイングアーム。

### 遍歴
1973年7月16日発表 同月17日発売
- 標準現金価格\98,000 日本国内販売目標4,000台/月

1976年9月1日発表 同日発売。以下のマイナーチェンジを実施
- エンジンをバルブタイミングのセッティング変更により低中速重視に。排気量は変わらず。
- ドリブン・スプロケットの歯数を変更(44T→42T)
- 54年騒音規制適合のためエンジン性能を変更
- エア・クリーナー、消音器の内部構造を一部変更。騒音を低減。
- イグニッション・スイッチの位置変更。FUELタンク左下部からハンドル中央部に移動。
- リアキャリアをオプションから標準装備に変更。
- 前・後輪のブレーキパネルにライニング摩耗表示を追加。
- スピードメーターを透過光式に変更。
- タンクからサイドカバーにかけてのストライプとエンブレムを変更。ホィールをシルバー塗装変更。
- 標準現金価格\118,000 日本国内販売目標2,000台/年

1980年に生産終了。

## 諸元
| 車名               | ノーティダックス                            | ノーティダックス                            |
| モデルイヤー       | 1973                                        | 1976                                        |
| 型式               | CY50                                        | CY50-1                                      |
| 全長（m）          | 1.620                                       | 1.700                                       |
| 全幅（m）          | 0,770                                       | 0,770                                       |
| 全幅（m）          | 0.985                                       | 0.985                                       |
| 最低地上高（m）    | 0.150                                       | 0.150                                       |
| ホイールベース     | 1.120（m）                                  | 1.120（m）                                  |
| 車両重量（kg）     | 80                                          | 82                                          |
| 30㎞/h定地走行燃費 | 75km/L                                      | 75km/L                                      |
| 最低回転半径（m）  | 1.8                                         | 1.8                                         |
| エンジン型式       | 空冷4ストローク2バルブSOHC単気筒            | 空冷4ストローク2バルブSOHC単気筒            |
| 総排気量           | 49cc                                        | 49cc                                        |
| 内径x行程（mm）    | 42.0x35.6                                   | 42.0x35.6                                   |
| 圧縮比             | 9.5                                         | 9.5                                         |
| 最高出力           | 4.5ps/9,500rpm                              | 4.3ps/9,000rpm                              |
| 最大トルク         | 0.35kg-m/8,000rpm                           | 0.37kg-m/7,000rpm                           |
| 始動方式           | プライマリーキック                          | プライマリーキック                          |
| 潤滑方式           | 圧送式飛沫式併用                            | 圧送式飛沫式併用                            |
| 潤滑油容量         | 0.9L                                        | 0.9L                                        |
| 燃料タンク容量     | 3.5L                                        | 3.5L                                        |
| クラッチ           | 湿式多板コイルスプリング                    | 湿式多板コイルスプリング                    |
| 変速方式           | 左足動式リターン                            | 左足動式リターン                            |
| 変速機             | 常時噛合4段                                 | 常時噛合4段                                 |
| 1速                | 3.083                                       | 3.083                                       |
| 2速                | 1.882                                       | 1.882                                       |
| 3速                | 1.333                                       | 1.333                                       |
| 4速                | 1.041                                       | 1.041                                       |
| 1次減速比          | 4.437                                       | 4.437                                       |
| 最終減速比         | 3.153                                       | 3.000                                       |
| フレーム形式       | ダイヤモンド式                              | ダイヤモンド式                              |
| サスペンション     | テレスコッピック（前）/スイングアーム（後） | テレスコッピック（前）/スイングアーム（後） |
| キャスター         | 26.5°                                       | 26.5°                                       |
| トレール           | 49.0mm                                      | 49.0mm                                      |
| タイヤ（前後）     | 5.40-10-4PR                                 | 5.40-10-4PR                                 |
| ブレーキ（前）     | ワイヤ式ドラム                              | ワイヤ式ドラム                              |
| ブレーキ（後）     | ロッド式ドラム                              | ロッド式ドラム                              |
| 標準現金価格       | \98,000                                     | \118,000                                    |
| ------------------ | ------------------------------------------- | ------------------------------------------- |